# Resultados do Carnaval de Recife em 2014
Resultados do Carnaval de Recife em 2014.

## Escola de samba
| Grupo Especial  | Grupo Especial                 | Grupo Especial  | Grupo Especial |
| Colocação       | Entidade                       | Pontos          | Ref.           |
| --------------- | ------------------------------ | --------------- | -------------- |
| 1º              | Gigante do Samba               | 110             | [ 1 ]          |
| 2º              | Galeria do Ritmo               | 105,6           | [ 1 ]          |
| Desclassificada | Escailabe                      | -               | [ 1 ]          |
| Desclassificada | Imperiais do Ritmo             | -               | [ 1 ]          |
| Grupo 1         |                                |                 |                |
| Colocação       | Entidade                       | Pontos          | Ref.           |
| 1º              | Unidos de São Carlos           | 86.9            | [ 2 ]          |
| 2º              | Estudantes de São José         | 84,1            | [ 2 ]          |
| 3º              | Limonil                        | 79,2            | [ 2 ]          |
| 4º              | Queridos da Mangueira          | 68,7            | [ 2 ]          |
| 5º              | Samarina                       | Desclassificada | [ 2 ]          |
| Grupo 2         |                                |                 |                |
| Colocação       | Entidade                       | Pontos          | Ref.           |
| 1º              | Imperadores da Vila São Miguel | 85              | [ 3 ]          |
| 2º              | Rebeldes do Samba              | 74,8            | [ 2 ]          |
| 3º              | Criança e Adolescente          | 68,4            | [ 2 ]          |
| 4º              | Raios de Luar                  | 64,6            | [ 2 ]          |